# Julie Schwabe

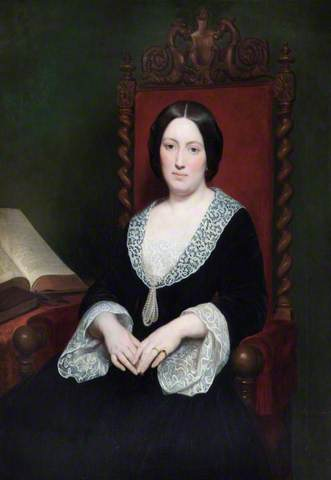
Julie Salis Schwabe, dipinto di Ary Scheffer (1850)

Julie Schwabe, nata Ricke Rosetta Schwabe (Brema, 31 gennaio 1818 – Napoli, 20 maggio 1896) è stata una filantropa e pedagogista tedesca di origine ebraica, particolarmente impegnata nella diffusione della pedagogia di Fröbel in Italia e in Gran Bretagna.

## Biografia
Ricke Rosetta Schwabe (in seguito si fece chiamare Julie) nacque a Brema nel 1818 in una famiglia di ricchi mercanti ebrei. Il padre, Gottschalk Herz Schwabe, era un grossista di manufatti; nel 1821 trasferì la sua attività ad Amburgo.
Julie ricevette un'educazione privata fino all'età di 16 anni e in seguito si trasferì a Lipsia per due anni per proseguire la sua formazione nelle "arti e culture" (lingue, teatro, musica, ricamo).

### Vita familiare e attività filantropiche
Nel 1837, fatto ritorno dai genitori, sposò il cugino Salis (nato Salomon ben Elias) Schwabe, proprietario di una grande fabbrica di tessuti in cotone nei pressi di Manchester. Dal matrimonio nacquero sette figli.
I coniugi Schwabe, entrambi unitariani e sostenitori della Manchester School of Free Traders, si distinsero per l’impegno filantropico a favore di bambini, malati e anziani. Promossero le belle arti, ospitando nelle loro residenze - Crumpsall House vicino a Manchester, dove la coppia si trasferì nel 1848, la residenza Glyn Garth vicino a Beaumaris e una casa a Parigi - musicisti, politici, artisti, educatori e filosofi, tra cui Frédéric Chopin, Ferdinand Gregorovius, lo scrittore Christian Bunsen e il pittore olandese Ary Scheffer, autore di un ritratto di Julia Schwabe nel 1850.
È stato ipotizzato che Julie Schwabe abbia conosciuto Friedrich Fröbel nella casa della cugina Johanna Goldschmidt (nata Schwabe) ad Amburgo, dove Goldschmidt, interessata alle questioni educative e alla diffusione delle scuole d'infanzia, in rapporto epistolare con il pedagogista tedesco, lo invitò nel novembre 1849 chiedendogli di formare delle educatrici e fondare un asilo.
Dopo la morte del marito nel 1853 Julie intensificò il proprio impegno filantropico, rivolgendosi in particolare all’educazione dei bambini e all’assistenza di malati e disagiati.
Sostenne asili e scuole dei sobborghi di Manchester, finanziò aiuti medici per le vittime dei conflitti in tutto il mondo: polacchi nel 1863, tedeschi nel 1866, francesi nel 1870 ed ebrei russi nel 1891.

### Impegno in Italia (1860–1889)

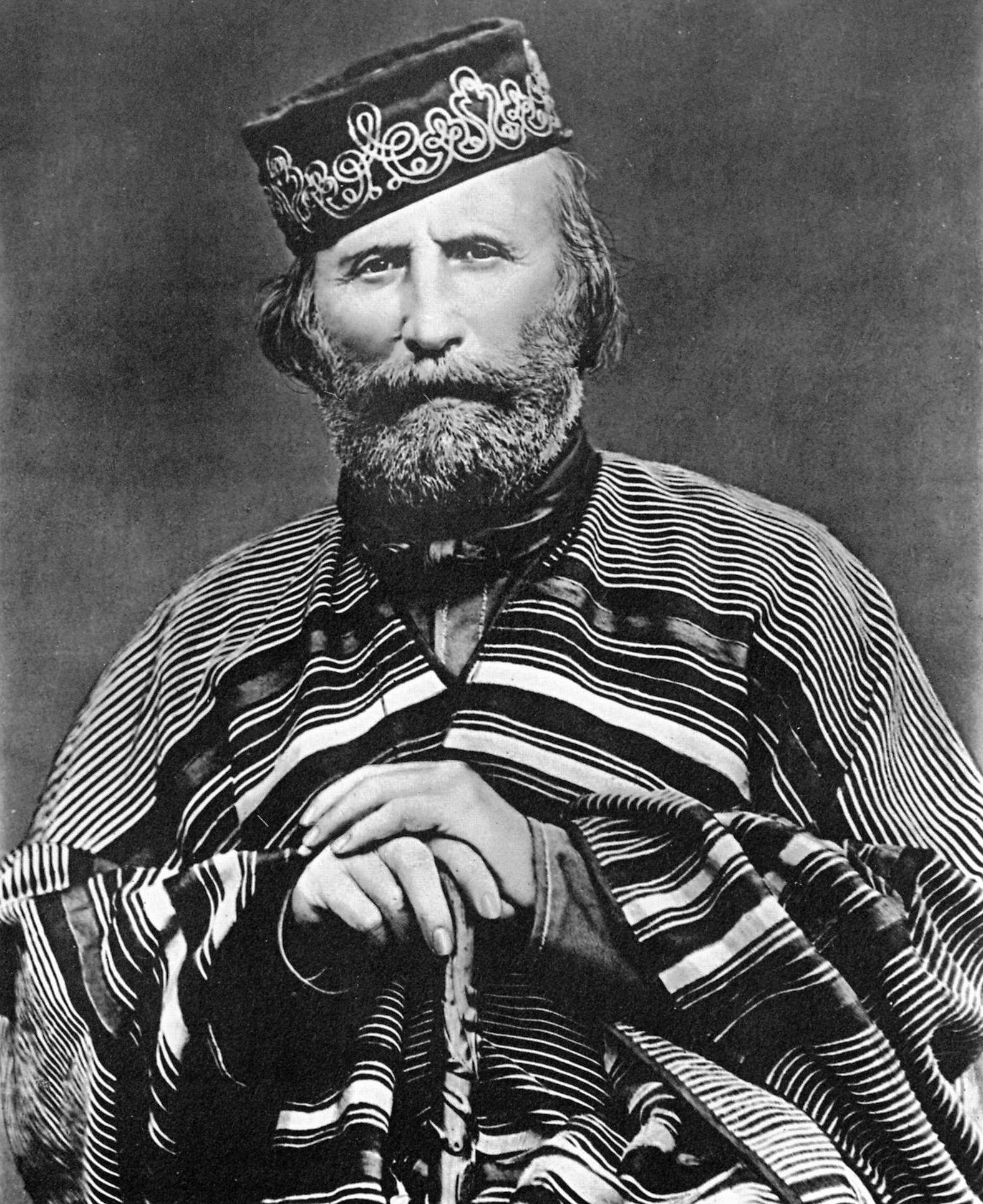
Ritratto di Giuseppe Garibaldi

Legata da una profonda amicizia con Garibaldi, con il quale intrattenne un lungo rapporto epistolare, nel 1861 coinvolse diverse nobildonne inglesi, tra cui la contessa di Shaftesbury, a raccogliere fondi per la causa italiana, in seguito spesi per l'acquisto di tende, materassi e forniture mediche inviate alle truppe garibaldine. Raccolse una consistente somma anche organizzando un concerto di beneficenza tenutosi il 18 giugno 1862 nella St James's Hall di Londra con la cantante lirica Jenny Lind, il cui marito Otto Goldschmidt era figlio della cugina di Julie, Johanna Schwabe Goldschmidt. Nella raccolta di fondi per i feriti coinvolse anche Florence Nightingale che le offrì consulenze e aiuti finanziari.
L'anno successivo, nella veste di rappresentante britannica, fece parte dell'Associazione filantropica di donne italiane che Garibaldi, su suo suggerimento, aveva esortato a fornire cibo, lavoro ed educazione ai poveri e disagiati. Si concentrò sulle condizioni sociali dei bambini di Napoli, città che aveva conosciuto durante i suoi numerosi viaggi in Italia. Ritenendo che l'istruzione fosse il mezzo migliore per migliorare un paese e una società, promosse la fondazione di un'istituzione educativa.
Nel maggio 1861, durante un viaggio a Torino, allora ancora capitale, Julie Schwabe ottenne un'udienza con Camillo Cavour. Cavour inoltrò al Viceré di Napoli la richiesta di assisterla, definendola una "donna ricca tanto di cuore quanto di denaro", ed esaminò la possibilità di fornire alcune località per la realizzazione di asili.

La pedagogista fondò a Napoli una scuola elementare femminile che sopravvisse solo qualche anno, fino alla perdita della sua insegnante, l'educatrice inglese Emily Reeve, a causa dell'epidemia di colera scoppiata nel novembre del 1865.

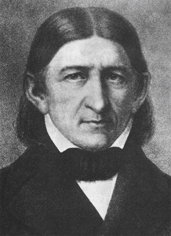
Friedrich Fröbel

Dopo la sua chiusura, non perse interesse per l'istruzione. Nel 1871, un casuale incontro a Firenze con la pedagogista tedesca Bertha von Marenholtz-Bülow, la più fervente sostenitrice degli ideali educativi di Friedrich Fröbel, e con la statunitense Elizabeth Peabody, anche lei in procinto di aprire nel suo paese un asilo ispirato a questi insegnamenti, orientò il suo successivo impegno a favore dell'educazione dell'infanzia.
Nel 1873 trovò nuovi e importanti sostenitori del suo progetto, come Pasquale Villari, allora professore di storia a Firenze, coinvolto nell’iniziativa di costituire un'associazione di donne italiane dell'alta borghesia attivamente interessate all’educazione dei cittadini di Napoli, in modo da trasformare il loro diffuso zelo politico in un altrettanto fattivo impegno sociale.
Ispirata dalle idee di Fröbel, sostenitore dell'importanza del gioco come strumento didattico, Schwabe inaugurò nel 1873 il Kindergarten Salis Schwabe, collocato nell’edificio dell’ex Collegio medico di Sant’Aniello. L'asilo fu realizzato grazie a finanziamenti del governo, a fondi stanziati dalla stessa Schwabe, dai suoi amici e da piccoli contributi dei politici italiani e napoletani.
Dalla sua nascita, fino alla fine del secolo, oltre mille ragazzi e ragazze poveri vennero assistiti ed educati in questa istituzione, che comprendeva un asilo, un orfanotrofio, una scuola di formazione professionale e una scuola per insegnanti. Schwabe si distinse per il suo sostegno alla laicità dei programmi di studio, evitando ogni forma di proselitismo. Per questa sua posizione e per l'ostilità manifestata da parte del clero cattolico nei confronti del metodo froebeliano, ricondotto alla cultura ebraica e protestante, all’ateismo e al materialismo, le autorità politiche locali decisero di ridurre il sostegno finanziario alla sua istituzione.
Tuttavia, le pressioni esercitate da Schwabe sui successivi Ministri della Pubblica Istruzione, così come sulle autorità provinciali e municipali di Napoli, per ottenere un sostegno costante per le sue scuole, condussero all'estensione della concessione originale di tre anni dell'edificio a trent'anni nel 1875, e con sussidi annuali da tutti e tre gli enti governativi a partire dal 1877.
Nel 1887 la scuola venne rinominata Istituto Froebeliano Internazionale Vittorio Emanuele II e divenne un modello pedagogico a livello nazionale. Due anni dopo contava circa 950 alunni divisi in cinque scuole che accoglievano bambini dai cinque ai diciotto anni, con l'opzione di un anno di formazione per insegnanti. I corsi dell'istituto napoletano si diffusero in tutta Italia, e furono regolamentati con decreto del 13 ottobre 1904.
L'istituto prosperò fino al primo Novecento, declinando rapidamente solo dopo la prima guerra mondiale. Nel 1923, con la riforma Gentile, i corsi froebeliani furono sostituiti dalla scuola di metodo per l'insegnamento del grado preparatorio.

### Ultimi anni e morte (1890-1896)
Negli anni novanta Schwabe applicò le sue idee pedagogiche in Inghilterra, dove contribuì alla fondazione del Froebel Education Institute, oggi noto come Froebel College e divenuto parte dell'Università di Roehampton, grazie al sostegno di Claude Montefiore, dei Rothschild e dell'imperatrice Vittoria di Sassonia-Coburgo-Gotha.
Schwabe morì improvvisamente di polmonite presso l'ex Collegio Medico di Napoli il 20 maggio 1896. Fu sepolta al cimitero britannico della città alla presenza di dignitari italiani e stranieri. Alla sua morte lasciò una generosa donazione all'istituto da lei fondato.